# Fridtjof Nansen (voilier)
Le Fridtjof Nansen est un ancien trois-mâts goélette de 1919 qui est maintenant exploité comme goélette à huniers par l'association Traditionssegler Fridtjof Nansen e. V. depuis 1991
Son port d'attache actuel est Stralsund en  Allemagne.

## Histoire
Ce trois-mâts goélette a été lancé du chantier naval Skibsvaerrft de Kalundborg en Mars 1919 sous le nom de Edith avec un moteur intégré pour la société Fröde A/S.
En 1922, il est acheté par la compagnie maritimeP.F. Cleeman à Aabenraa au Danemark et prend le nom de Frederik Fischer.
En 1927, il revient en Allemagne, au port d'Arnis en étant rebaptisé Gertrud II. Le moteur ayant explosé en 1936 il est remplacé sur les Chantiers navals de Gdańsk. Il navigue comme caboteur dans les ports de la mer baltique. 
Lors du déclenchement de la Seconde Guerre mondiale le navire se trouvait au port de Greifswald en Poméranie. À la fin de la guerre, il effectue le transport de réfugiés lors de l'opération Hannibal. 
En 1952, le navire est rallongé. Il continue le cabotage de frets divers (coke et briquettes, pommes de terre, fourrage et  céréales) jusqu'en 1986.  
Dans le cadre d'un programme de création d'emplois sur un chantier de Wolgast  en 1991 il est restauré en goélette à trois mâts. Le 25 mars 1992, le navire portant le nom de l'explorateur norvégien Fridtjof Nansen est lancé  par Margret Greve, la petite-fille de celui-ci.

## Le Fridtjof Nansen
En 1992-93, après son baptême et un essai dans la mer Baltique  le navire effectue son premier long voyage jusqu'aux Caraïbes. De là, il était de retour sur les Açores puis l'Islande, pour rejoindre un groupe de jeunes en expédition polaire avec Arved Fuchs.
>En 1993-1994 le navire passe en océan Pacifique par la canal de Panama pour une expédition archéologique d'étudiants aux 
Îles Galápagos, puis au Costa Rica
En 1997, lors de la Semaine de Kiel, il obtient une figure de proue en orme représentant un Inuit avec un harpon en os.
Puis il participe à la Tall Ships' Races d'Aberdeen - Stavanger via Trondheim.
En été 2005,sur ARTE et ARD le Fridtjof Nansen apparait dans un documentaire télévisé en six parties intitulée Windstärke 8 (vent de force 8). 
Dans les années 2007 à 2014, le navire était d'Avril à Octobre en navigation avec des groupes de jeunes de Wismar sur la mer Baltique. Il participe aussi à la Hanse Sail de Rostock.